# Силов кабел
Силовият кабел е проводник или съвкупност от електрически проводници, по които тече ток с големи стойности. Тези кабели са проектирани да работят при много тежки условия (влага, топлина, пренапрежения, механични и химични въздействия). Кабелите се изграждат от няколко различни слоя защитни проводящи и изолационни материали в зависимост от нужните характеристики. Силовите кабелни линии служат основно за захранване на подстанции, трафопостове, и разпределителни табла на големи промишлени и обществени сгради.

## История
Телеграфните системи използват първите форми на електрически кабел. В Русия през 1812 г. се използват проводници за взривяване на руди. За пръв път силовите кабели се изолират с неутрален каучук от 1870 г. Двадесет години по-късно британският електроинженер и изобретател Себастиан Феранти (Sebastian Ziani de Ferranti) конструира кабелите за пренасяне на енергия в сегашния им вид. Първият 2 kV кабел е произведен през 1885 г. Година по-късно се конструира и 11 kV кабел. Първата мрежа от силови кабели на енергия се конструира в Ню Йорк от Томас Едисън през 1884 г. Азбест е използван като изолатор при силовите проводници от 1920 г.

## Устройство и приложение
- Кабели с изолация от напоена с масло хартия

По този начин се изработват силови кабели за напрежение до 750 kV и честота 50 Hz, но често те се употребяват за напрежения до 35 kV включително. Те използват като защитна обвивка алуминий или олово, като алуминият е по-евтин и лек, но по-слабо химически устойчив.

- Силови кабели с каучукова изолация

Използват се в мрежи до 10kV и основно за постоянно напрежение. Някои видове имат и стоманена защитна обвивка.

- Силови кабели с поливинилхлоридна изолация.

Използват се в мрежи с напрежение до 6 kV. Тези кабели използват най-евтин материал за изолация. Пожаробезопасността обаче е понижена.

### Съединяване
Съединяването на силовите кабели се прави със специализирани изолационни и токопроводящи материали съвместими за съответния тип кабел и напрежение. Необходимо е връзките да са 100% херметични и водонепроницаеми.